# Kaiser-Wilhelm-Ring (Köln)
Kaiser-Wilhelm-Ring ist der Straßenname eines 771 Meter langen Abschnittes der Kölner Ringe, der zwischen Hohenzollernring und Hansaring in der Kölner Neustadt-Nord verläuft.

## Gründerzeit
Am Kaiser-Wilhelm-Ring verlief ursprünglich die Stadtmauer, nach deren Sprengung ab 11. Juni 1881 in Höhe des Gereonstores die Stadt mit dem systematischen Abriss der übrigen Abschnitte begann. Die vom Mauerwall hinterlassene Freifläche bot Platz für eine breit angelegte, boulevardähnliche Straße. Nach den Plänen des Stadtbaumeisters Josef Stübben wurde die Ringstraße im Abschnitt des Kaiser-Wilhelm-Rings auf 65 Meter verbreitert und mit 25 Meter breiten Grünstreifen mit Gartenparterre, Brunnen und Denkmälern ausgestattet. Die 0,55 Hektar große Grünanlage entstand erst um 1895 durch Gartenbaumeister Adolf Kowallek als symmetrisch gegliederte Schmuckanlage mit geometrischen Ornamenten. Nur die Grünstreifen am Theodor-Heuss-Ring, Sachsenring und Ubierring legte er ähnlich breit an. Ein Teilstück des Kaiser-Wilhelm-Rings ist mit 114 Metern die breiteste Straße Deutschlands.
Die Benennung dieses Teilabschnitts nach dem ersten deutschen Kaiser Wilhelm I. erfolgte am 4. Mai 1882. Sie folgte einem homogenen Benennungsprinzip, da die einzelnen Abschnitte der Ringe aus der deutschen Geschichte und der Stadtgeschichte entlehnt wurden. Die Eröffnung des Abschnitts Kaiser-Wilhelm-Ring, Hohenzollernring und Hohenstaufenring fand am 1. Oktober 1882 statt. Kaiser Wilhelm I. befuhr die fertige Ringstrecke zusammen mit Oberbürgermeister Hermann Becker und Stübben am 25. September 1884, Wilhelm II. befuhr diese nach seinem Großvater benannte Strecke am 4. Mai 1891. Die Kanalisation auf den Ringen wurde am 11. November 1885 vollendet.

### Gebäude

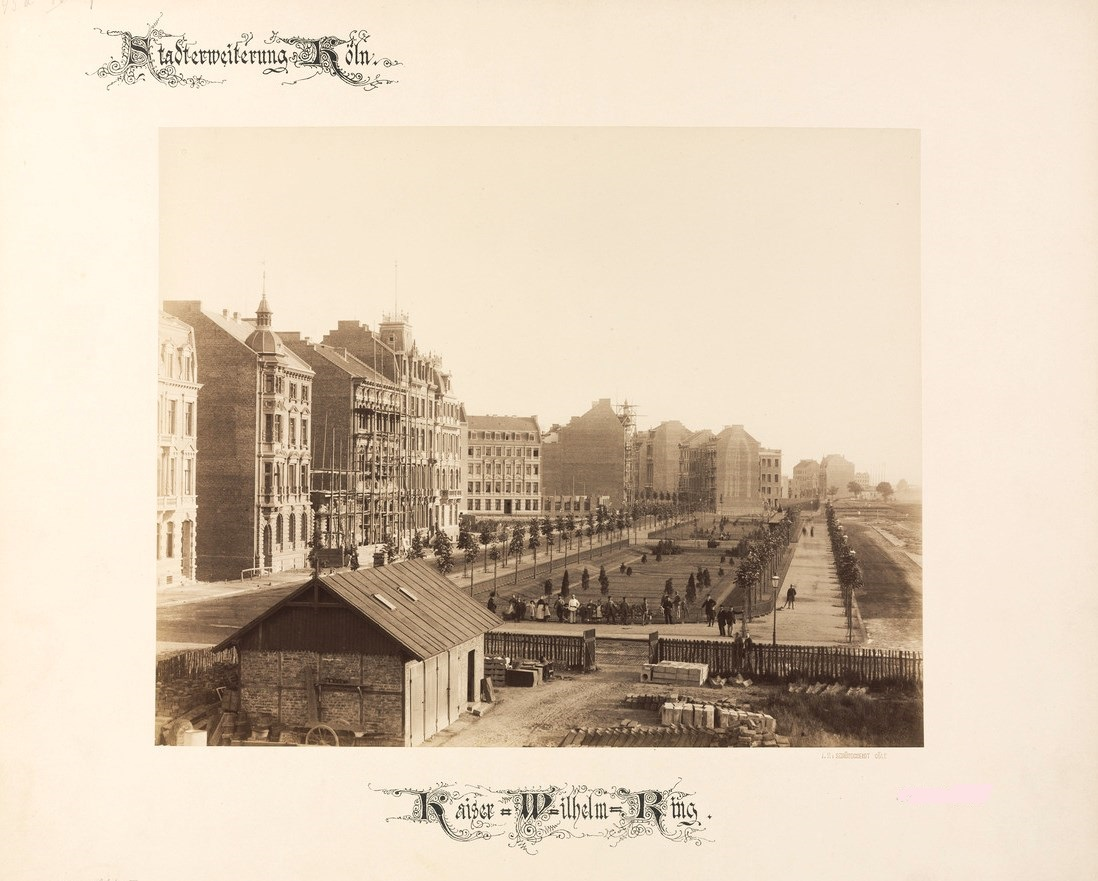
Kaiser-Wilhelm-Ring – Stadterweiterung, Blick Ostseite (1886)
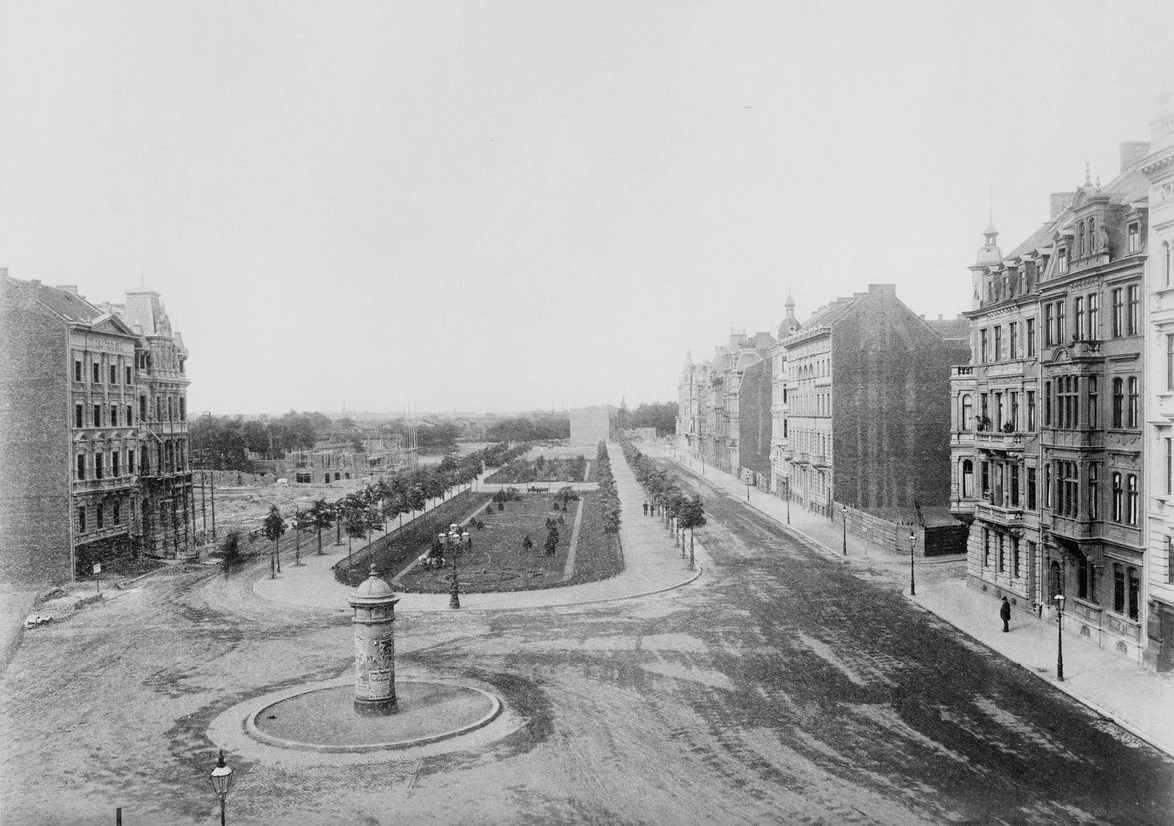
Kaiser-Wilhelm-Ring – Stadterweiterung, Blick Westseite (1886)
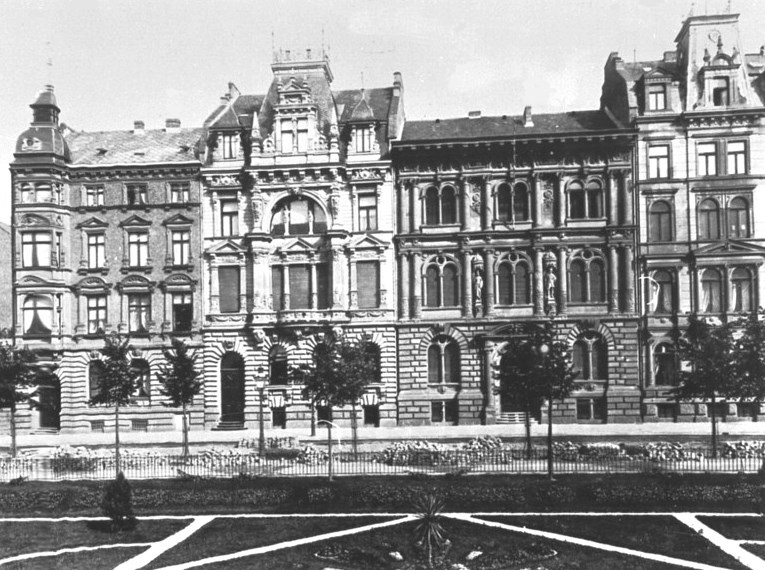
Kaiser-Wilhelm-Ring 26–32 – Wohnhaus (um 1886)
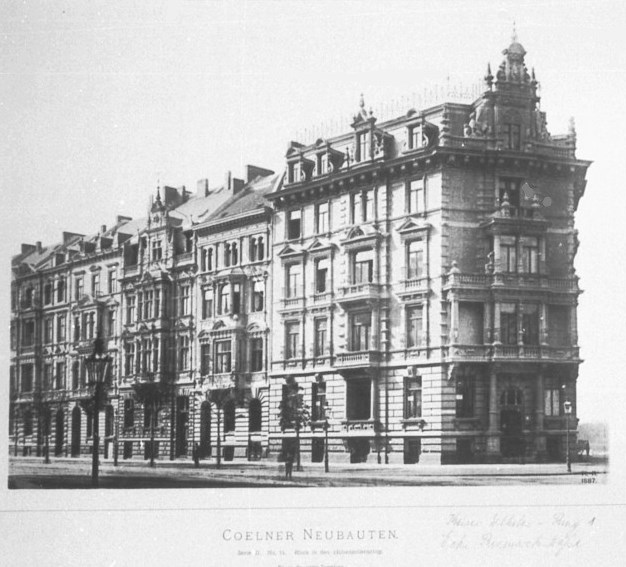
Kaiser-Wilhelm-Ring 1 – Wohnhaus Ecke Hohenzollernring 95–101 (um 1887)
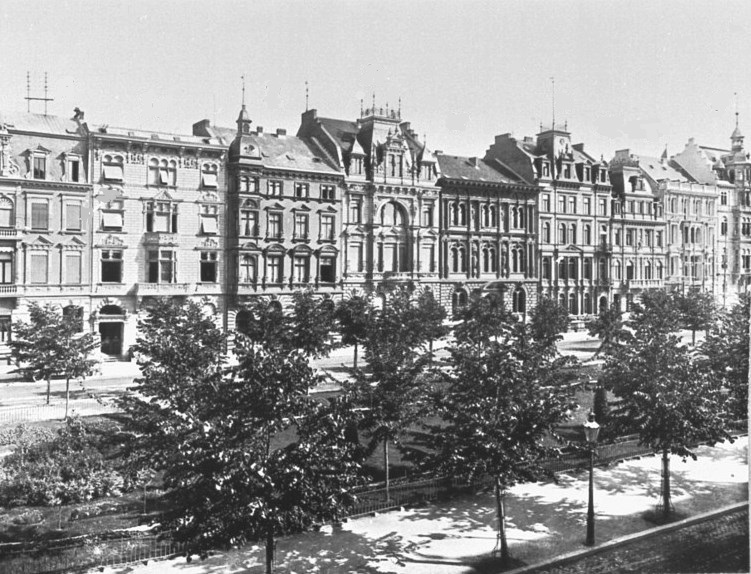
Kaiser-Wilhelm-Ring – von links nach rechts Nr. 36 bis Nr. 20 (um 1890)
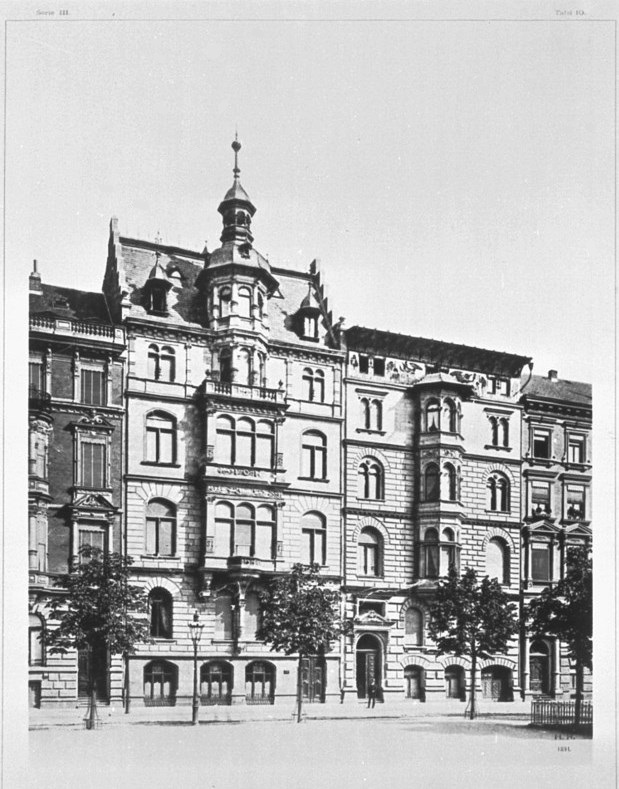
Kaiser-Wilhelm-Ring 18–20 – Wohnhaus (1891)
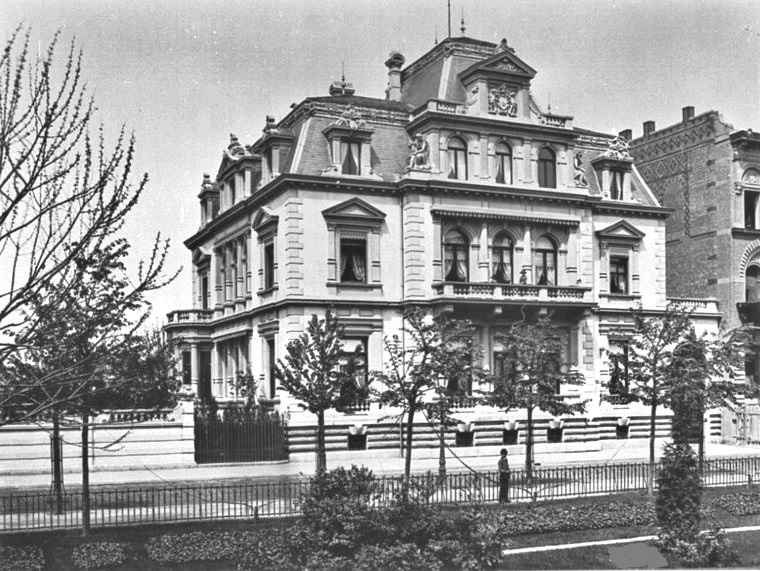
Kaiser-Wilhelm-Ring 23 / Ecke Goebenstraße – Haus Raoul Stein (später Gothaer Versicherungsbank), um 1900
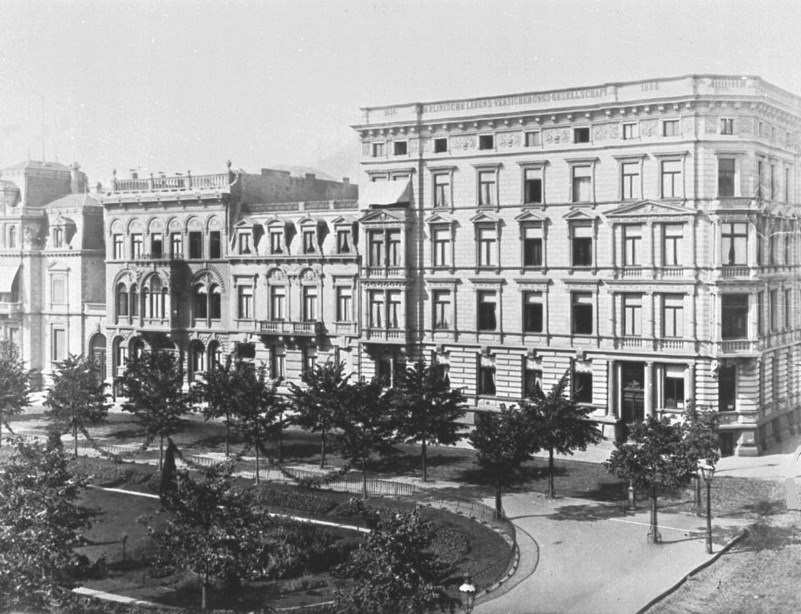
Kaiser-Wilhelm-Ring 29 – Parkanlage (um 1900)
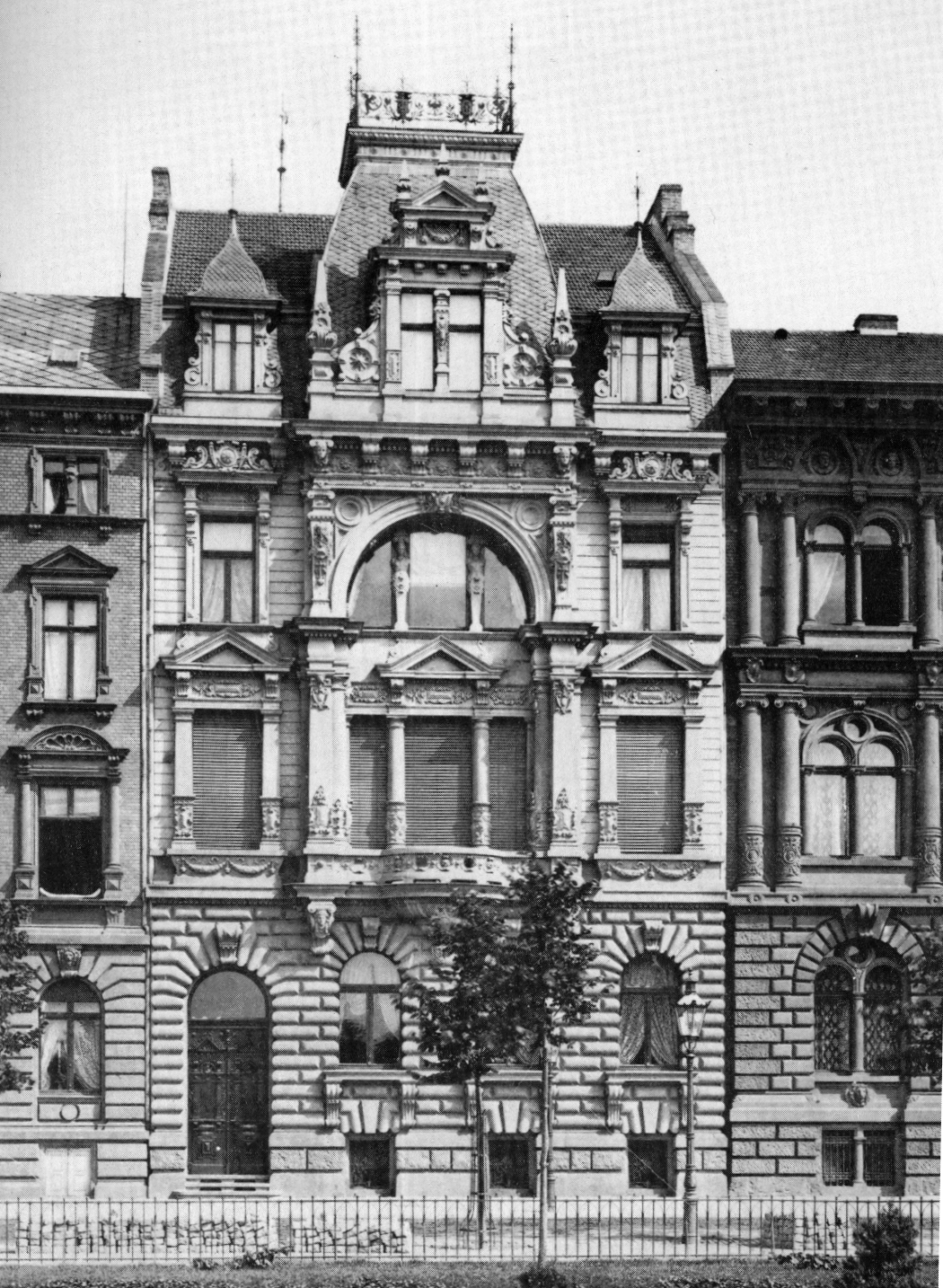
Haus Leyendecker, Kaiser-Wilhelm-Ring 34
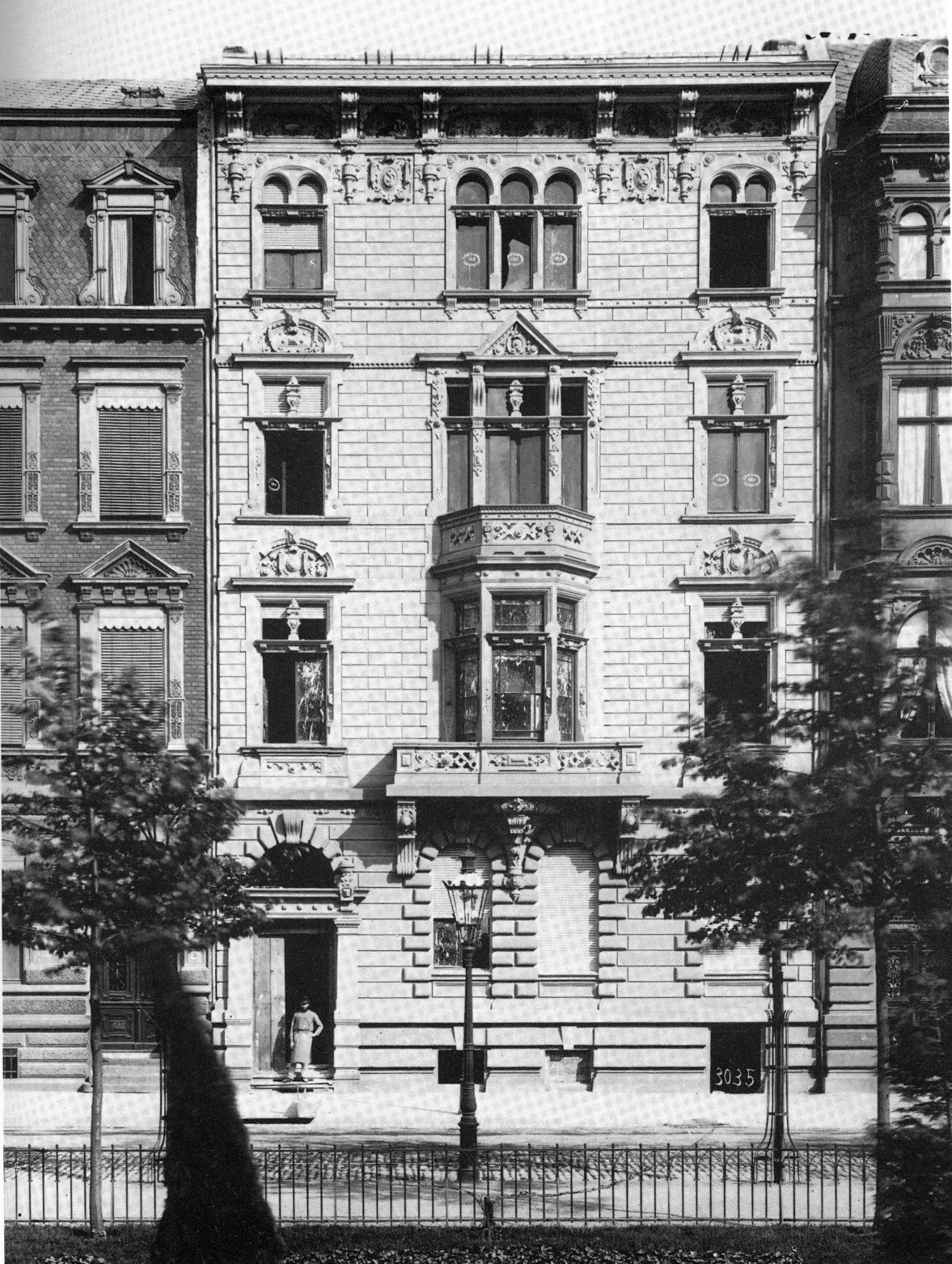
Kaiser-Wilhelm-Ring 38 – Wohnhaus (1888)
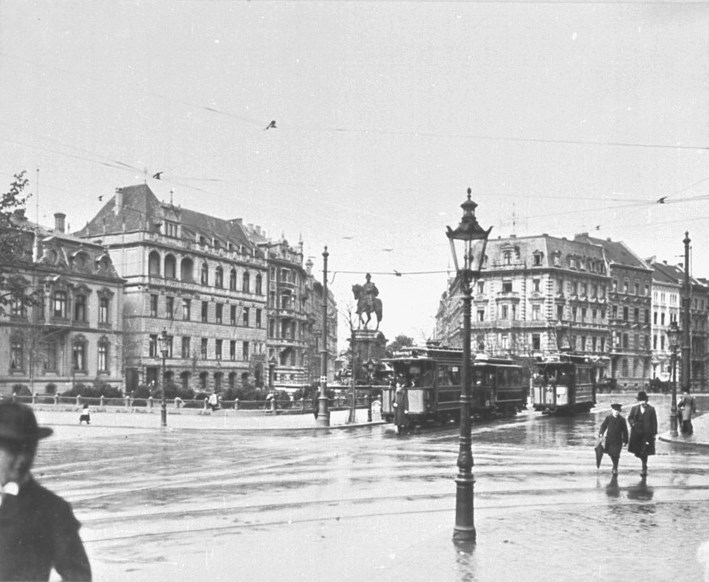
Kaiser-Wilhelm-Ring – Ecke Christophstraße mit Reiterstandbild Kaiser Wilhelm I. (um 1905)
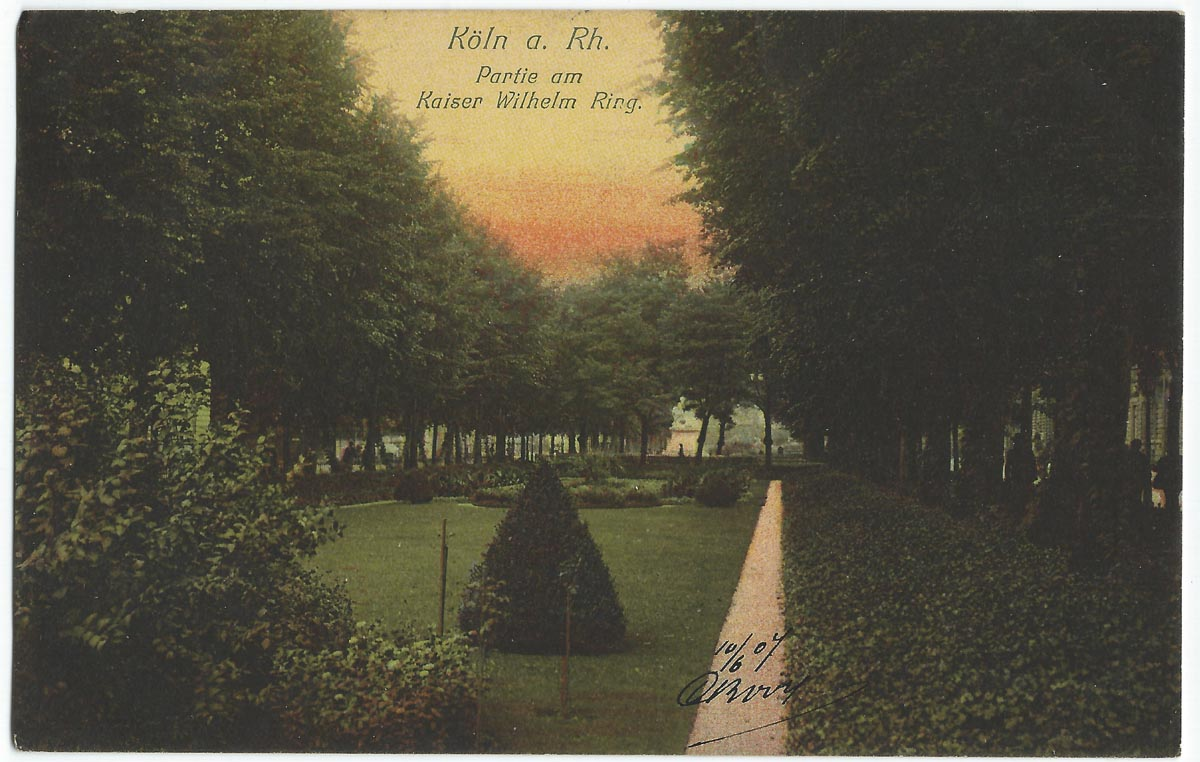
Kaiser-Wilhelm-Ring – Postkarte vom 10. Juni 1907

Eines der ersten Gebäude auf der bislang unbebauten Ringstrecke war in diesem Abschnitt das vom Atelier De Voss & Müller im Jahre 1885 fertiggestellte Meusersche Haus Kaiser-Wilhelm-Ring 32. Dasselbe Atelier konzipierte das benachbarte Wohnhaus Kaiser-Wilhelm-Ring 34 (1886). Architekt Hermann Otto Pflaume errichtete in Nr. 14–18 ein Mietshaus, das im Jahre 1887 bezogen werden konnte. Pflaume, der die bauliche Gestaltung des Kaiser-Wilhelm-Rings entscheidend mitprägte, erbaute sich 1887 in Nr. 14–18 ein eigenes Haus. Jean Schmitz stellte 1888 Nr. 22 fertig, auch die benachbarte Nr. 24 stammte von Schmitz (1888). Im selben Jahr wurde auch sein Mietshaus in Nr. 29/Ecke Gladbacher Straße bezugsfertig. Adolf Nöcker stellte 1888 Nr. 38 fertig, im selben Jahr auch Nr. 23. Heinrich Wiethase erbaute 1885–1889 das Mietshaus in Nr. 3–5. Im März 1886 begannen Verhandlungen der evangelischen Gemeinde über ein Grundstück; sie erwarb schließlich von der Emdener Bank ein repräsentatives Gelände am Kaiser-Wilhelm-Ring / Ecke Gladbacher Straße 11. Allerdings mussten im Mai 1886 erneut Verhandlungen über die Erweiterungen dieses Grundstücks mit Pflaume und dem Unternehmer Theodor Kyll geführt werden, denen die Nachbargrundstücke gehörten. Nachdem diese Verhandlungen gescheitert waren, beschloss die Stadtverordnetenversammlung am 8. Juli 1886, der evangelischen Gemeinde ein Gelände an der Herwarthstraße zwecks Errichtung der Christuskirche zu schenken.
Raoul Stein (1839–1904; Teilhaber beim Bankhaus J. H. Stein) und Gattin Julinka Stein-Leiden ließen sich von Pflaume 1887/88 eine prunkvolle Villa am Kaiser-Wilhelm-Ring 23 erbauen. 1890/91 entstand in Nr. 17–19 die Villa Schnitzler. Viktor Schnitzler war Eigentümer des Hauses Nr. 17–19 und durfte – offensichtlich mit Genehmigung der Witwe Otto Andreae – der das Haus Kaiser-Wilhelm-Ring 21 gehörte – auf ihrem Grundstück 1913 das für seine Autos notwendige Benzinlager errichten. Schnitzler zog 1919 in Nr. 21. Das Haus für Emil vom Rath von Eduard Linse, 1890 in Nr. 15 gebaut, musste bereits 1936 abgerissen werden. Pflaume erbaute 1891 für den Kölner Unternehmer Valentin Pfeifer in Nr. 31 ein Stadtpalais, das 1931 wegen der Bodenspekulation abgerissen wurde.

### Denkmäler

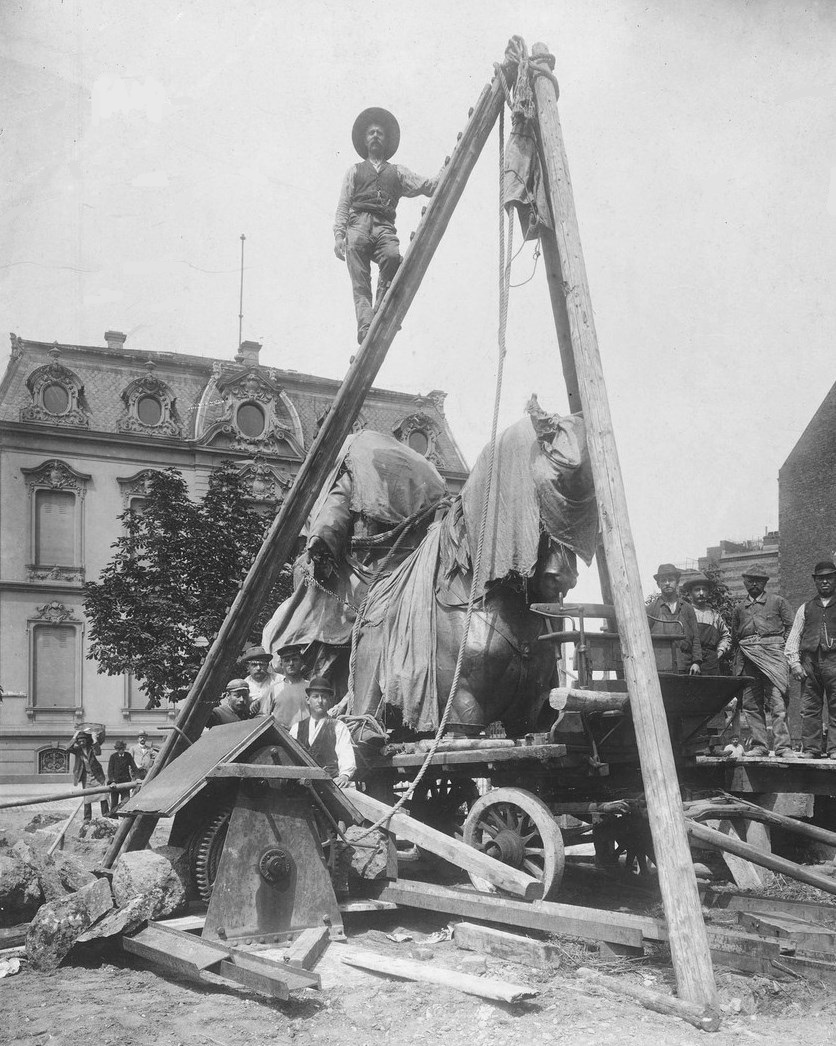
Kaiser-Wilhelm-Ring – Montage Denkmal Kaiser Wilhelm I. (Mai 1897)
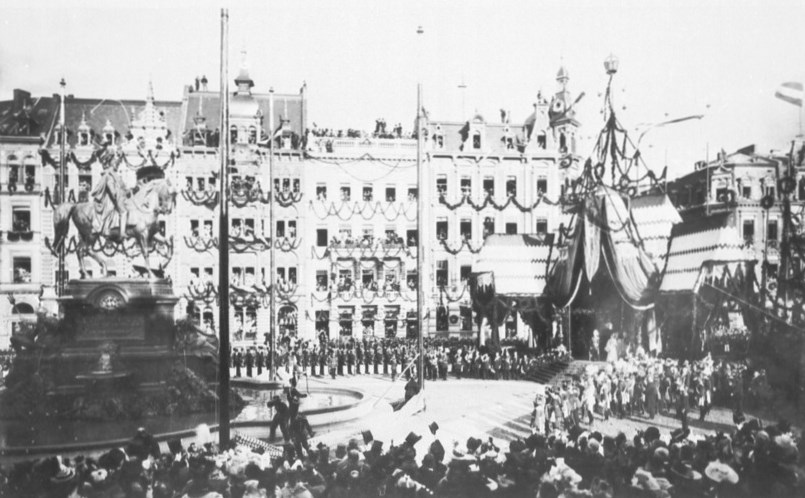
Kaiser-Wilhelm-Ring – Einweihung des Reiterstandbildes Wilhelm I. am 18. Juni 1897
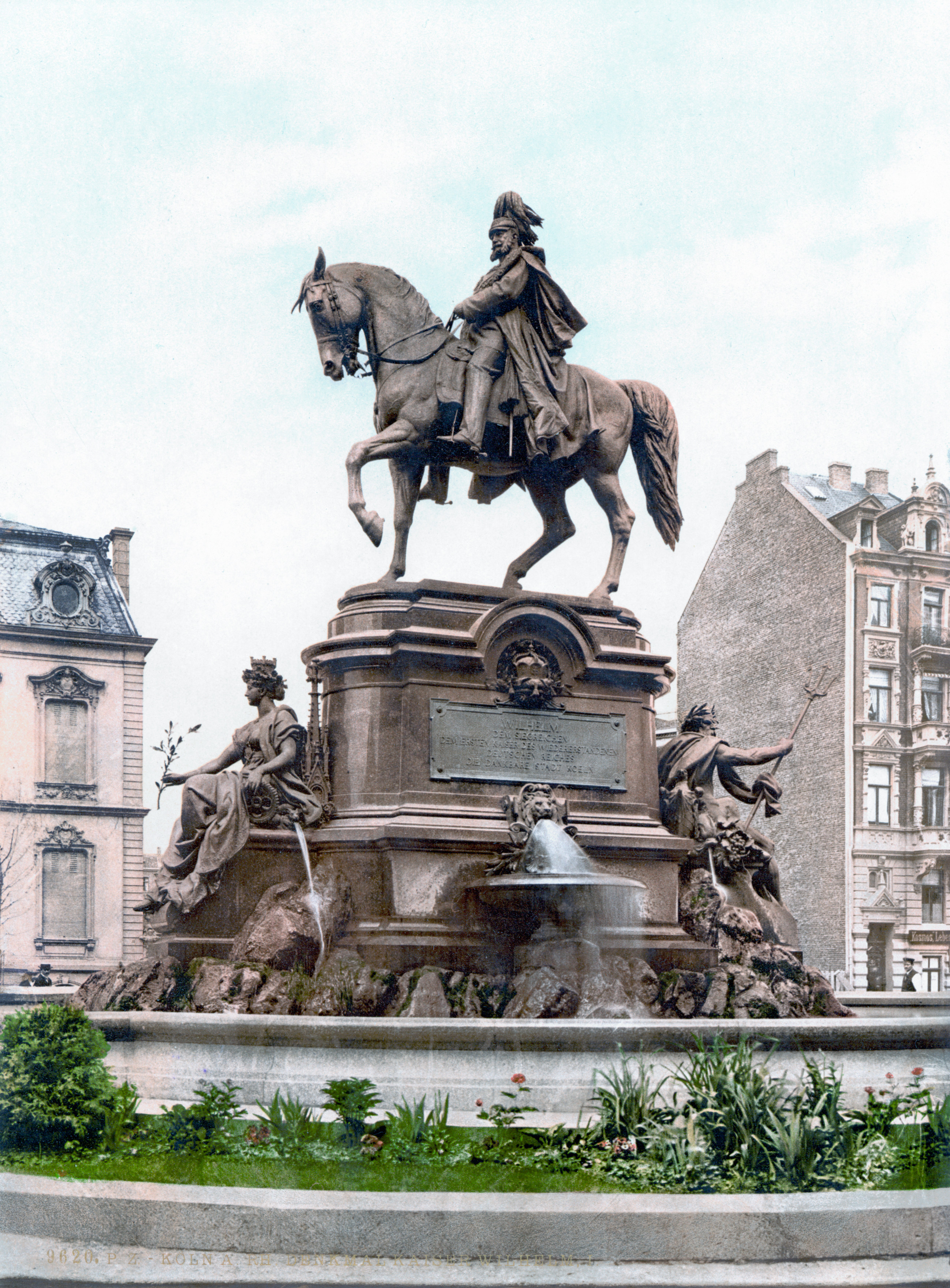
Kaiser-Wilhelm-Ring – Denkmal Kaiser Wilhelm I. (um 1900)
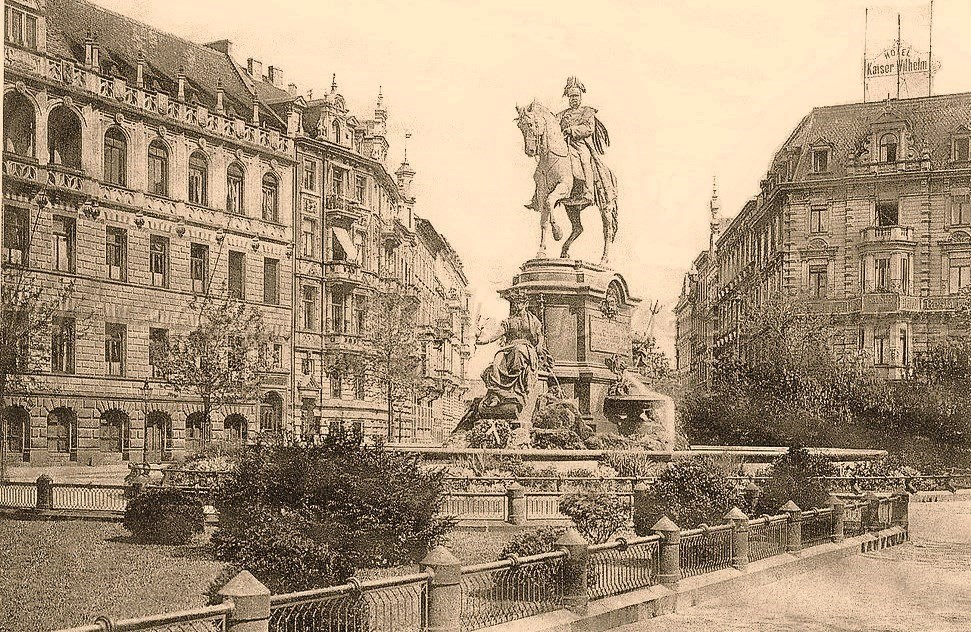
Kaiser-Wilhelm-Ring – Denkmal Kaiser Wilhelm I. (links Stadtpalais Pfeifer Nr. 31, rechts Hotel Kaiser Wilhelm Nr. 43 zwischen Hermann-Becker-Straße und Hansaring), um 1910
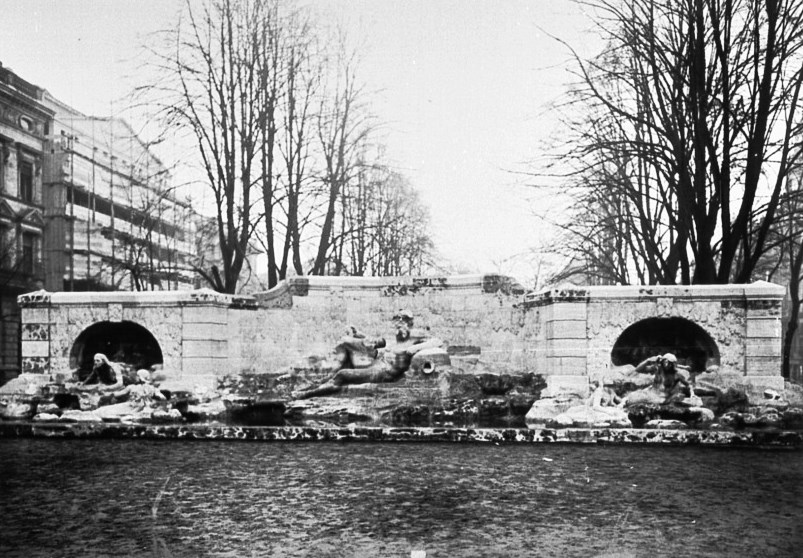
Kaiser-Wilhelm-Ring – Vater-Rhein-Brunnen (1922)
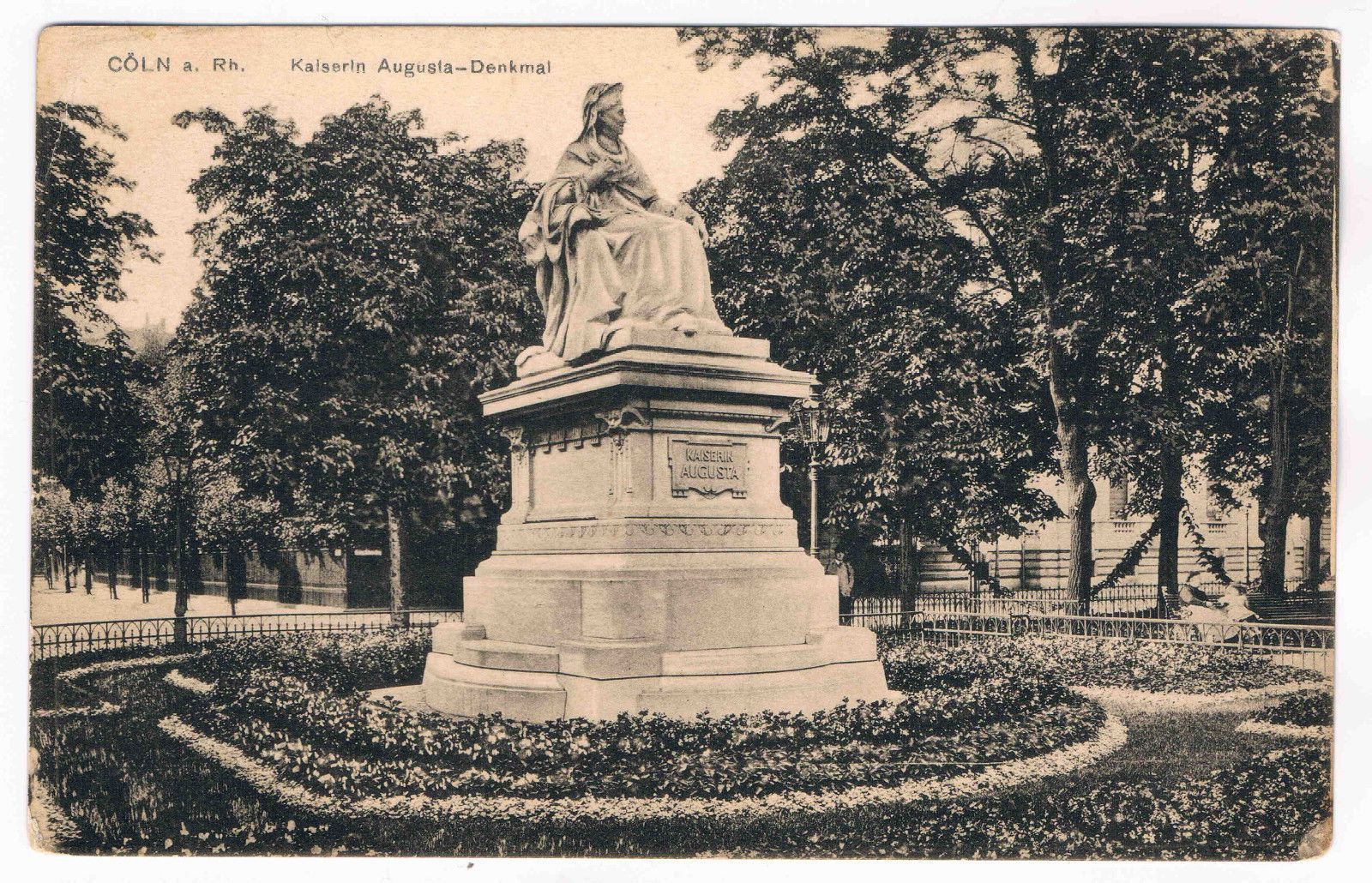
Kaiser-Wilhelm-Ring – Denkmal Kaiserin Auguste (1903, zerstört 1943)

Bereits im Dezember 1889 wurde der Wettbewerb für ein Kaiser Wilhelm I. darstellendes Denkmal ausgeschrieben, den im Juni 1890 Richard Anders gewann. Als Standort des Denkmals wählte die Stadt den nördlichen Teil des Kaiser-Wilhelm-Rings aus, wo noch ein am 3. September 1887 eröffneter Kaffeehaus-Pavillon stand; er musste weichen und wurde in den Römerpark versetzt. Die Gesamthöhe des Kaiser-Denkmals betrug 10 Meter, das Standbild erreichte hiervon 5 Meter. Anders baute den Denkmalsockel auf einer bepflanzten Felspartie auf und umgab ihn mit einem Wasserbassin. Die Einweihung des 300.000 Mark teuren Denkmals fand am 18. Juni 1897 in Anwesenheit von Wilhelm II. und Gattin Auguste Viktoria statt. Die Bronzestatue zeigte den Kaiser mit „malerisch drapierten Mantel, den Kommandostab in der Rechten, hält das Pferd an und blickt seitwärts in die Ferne“. Passend zum Denkmal stand in dessen Hintergrund das kleine Hotel-Restaurant „Kaiser Wilhelm“ in Nr. 43. Köln verfügte damit nach dem Reiterdenkmal an der Hohenzollernbrücke über 2 Kaiser-Denkmäler, bereits am 16. Oktober 1898 folgte ein weiteres am Mülheimer Rheinufer. Für die Kaiser-Gattin Auguste entstand am 1. Oktober 1903 ein Denkmal am Südende der Anlage. Die Auftragsvergabe für die Marmorstatue fand im Februar 1899 statt, wobei die Kosten 60.000 Mark nicht überschreiten durften. Es gewannen die Kölner Bildhauer Franz Dorrenbach und Heinrich Stockmann. Das Denkmal wurde 1943 von Bomben getroffen und zerstört.
Die bühnenartige Brunnenarchitektur mit dem liegenden Vater Rhein und den vier Rheintöchtern von Adolf von Hildebrand war eigentlich 1902 für Straßburg bestimmt. Erst im Jahre 1920 fand man einen geeigneten Ort. Nachdem Hildebrand im Januar 1921 verstorben war, wird der „Vater-Rhein-Brunnen“ am 22. Dezember 1922 am Südende der Anlage aufgestellt. Der vom nahebei wohnenden Fabrikanten Otto Andreae (1833–1910) gestiftete Brunnen überlebte nicht lange und wurde 1939 entfernt, da Hildebrand Jude war.
Der an der Stelle des ehemaligen „Vater-Rhein-Brunnens“ stehende und nach seinem Sponsor Gothaer Versicherung benannte Gothaer Brunnen („Fischbrunnen“) ist 6,5 Meter hoch und entstand 1971 durch Elisabeth Baumeister-Bühler.

## Neuzeit

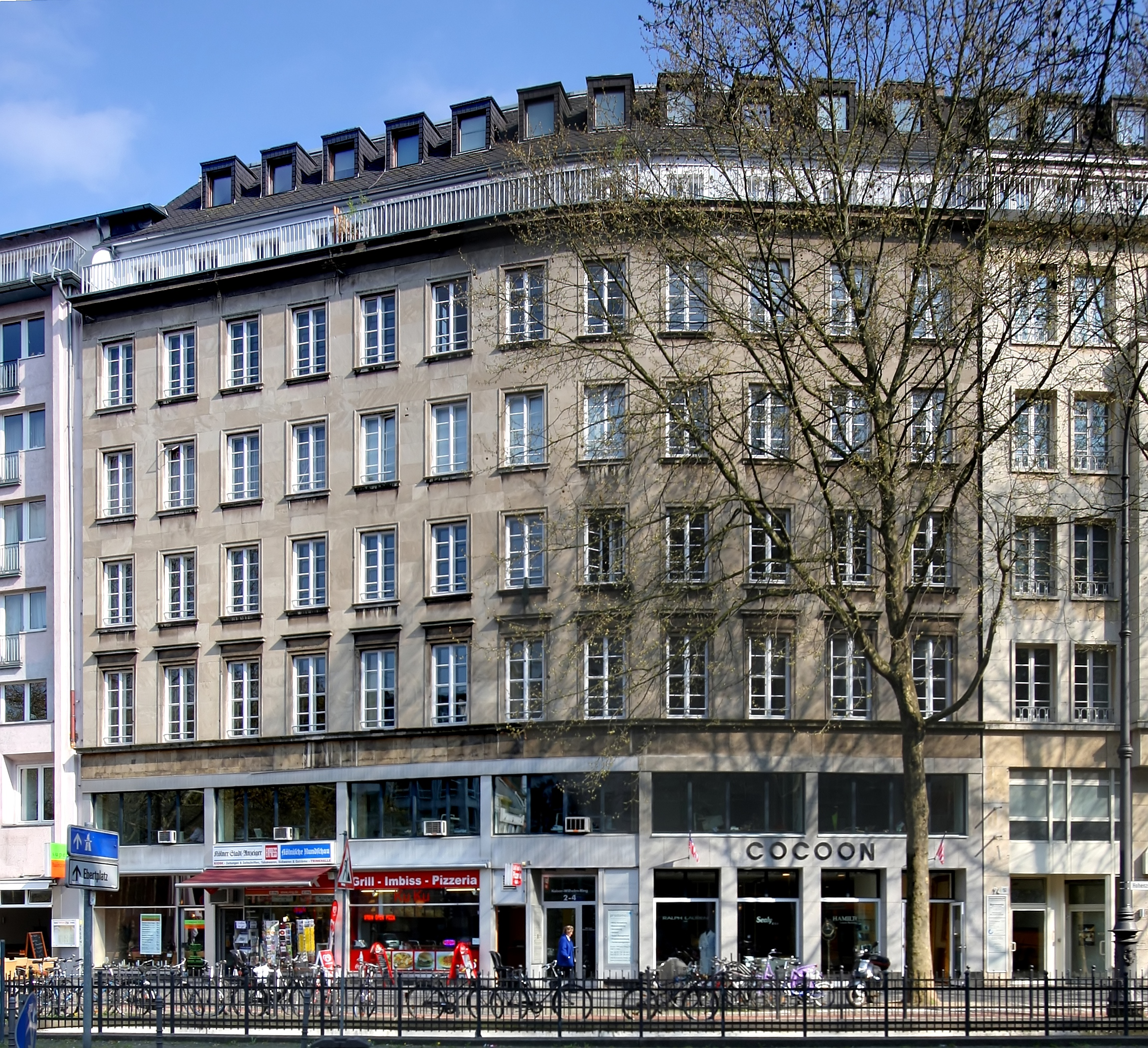
Kaiser-Wilhelm-Ring 2–4 (April 2011)
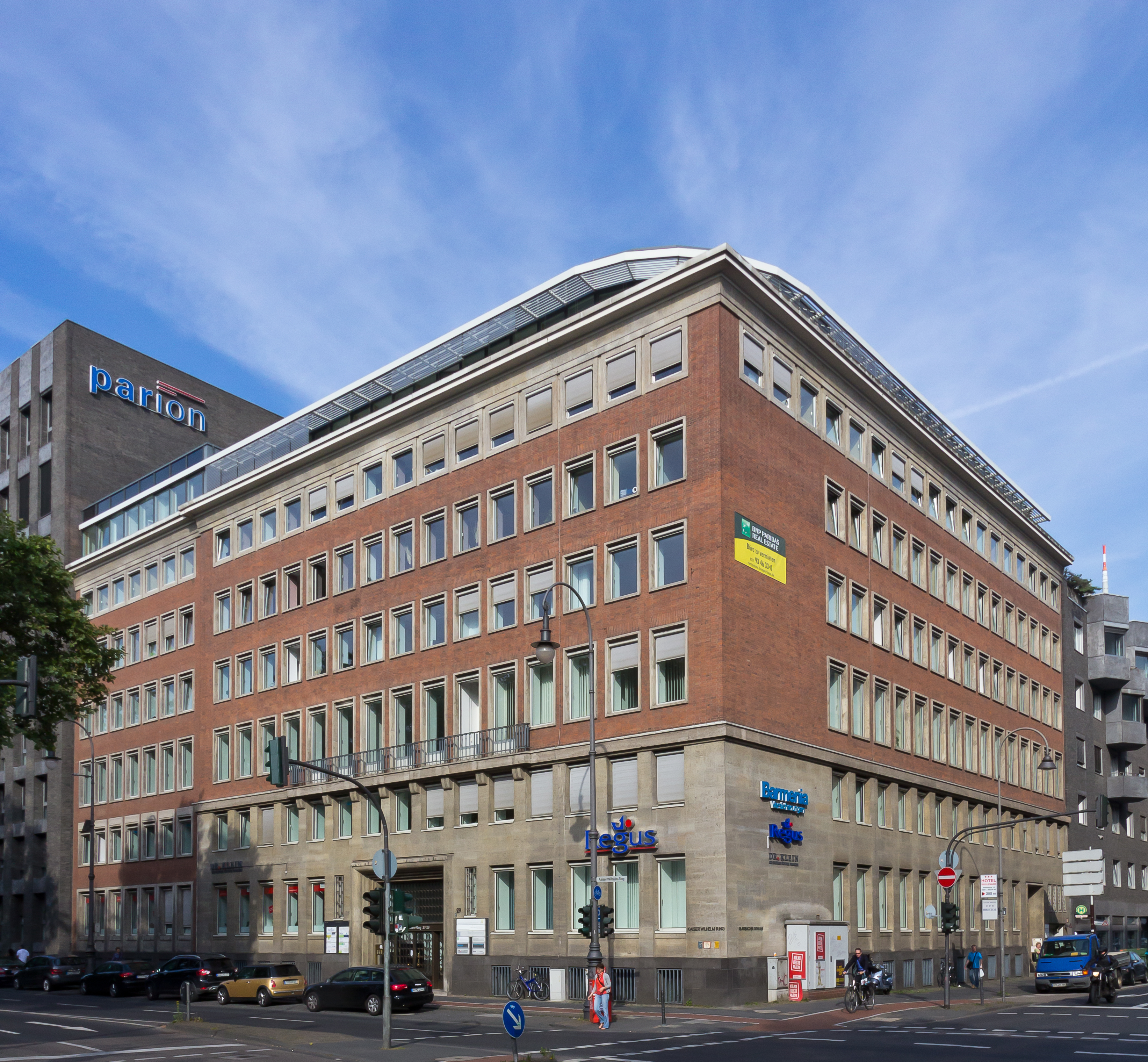
Kaiser-Wilhelm-Ring 27–29 – Regus Business Center (Juli 2012)
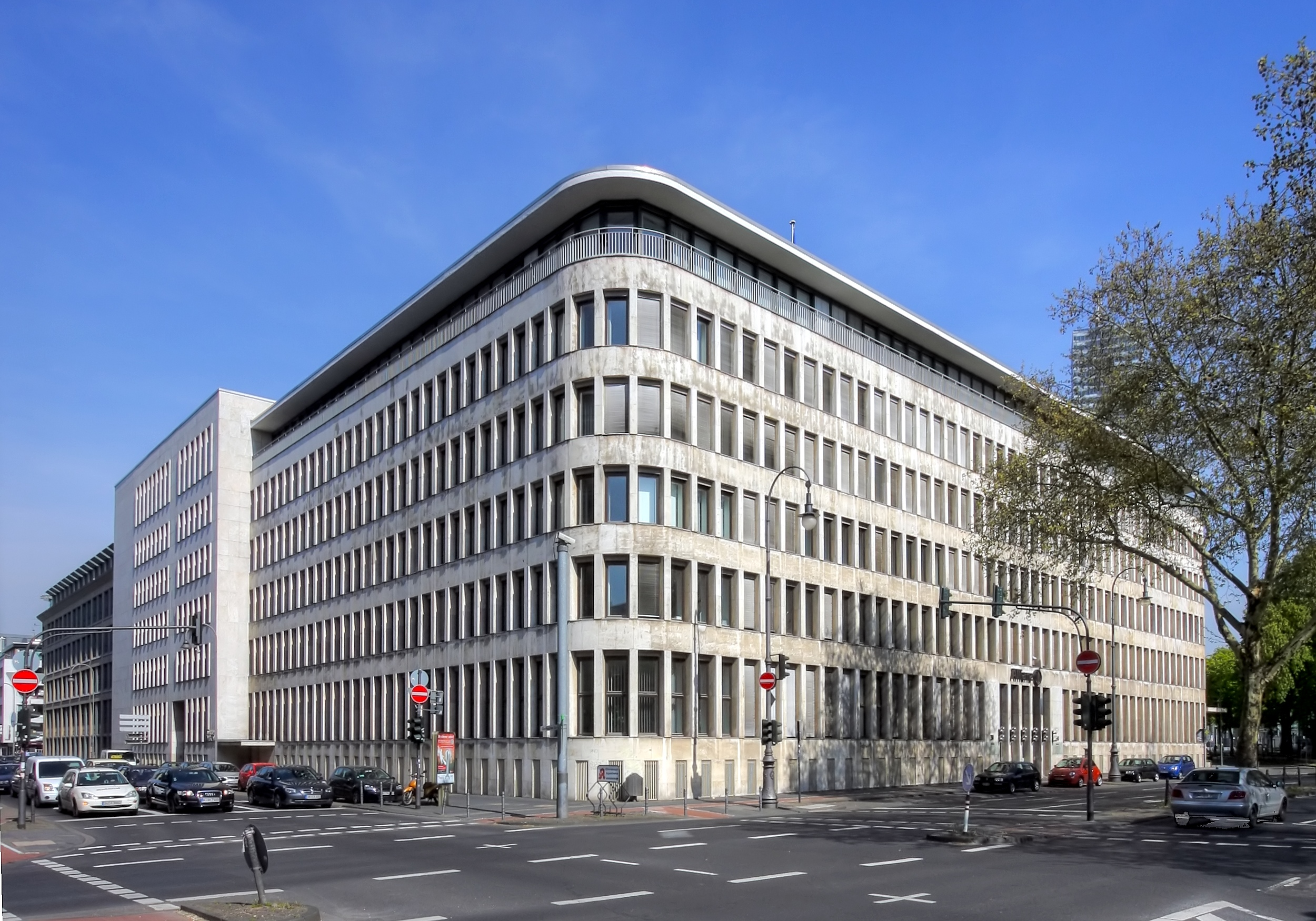
Kaiser-Wilhelm-Ring 31–41 – Allianz (April 2010)
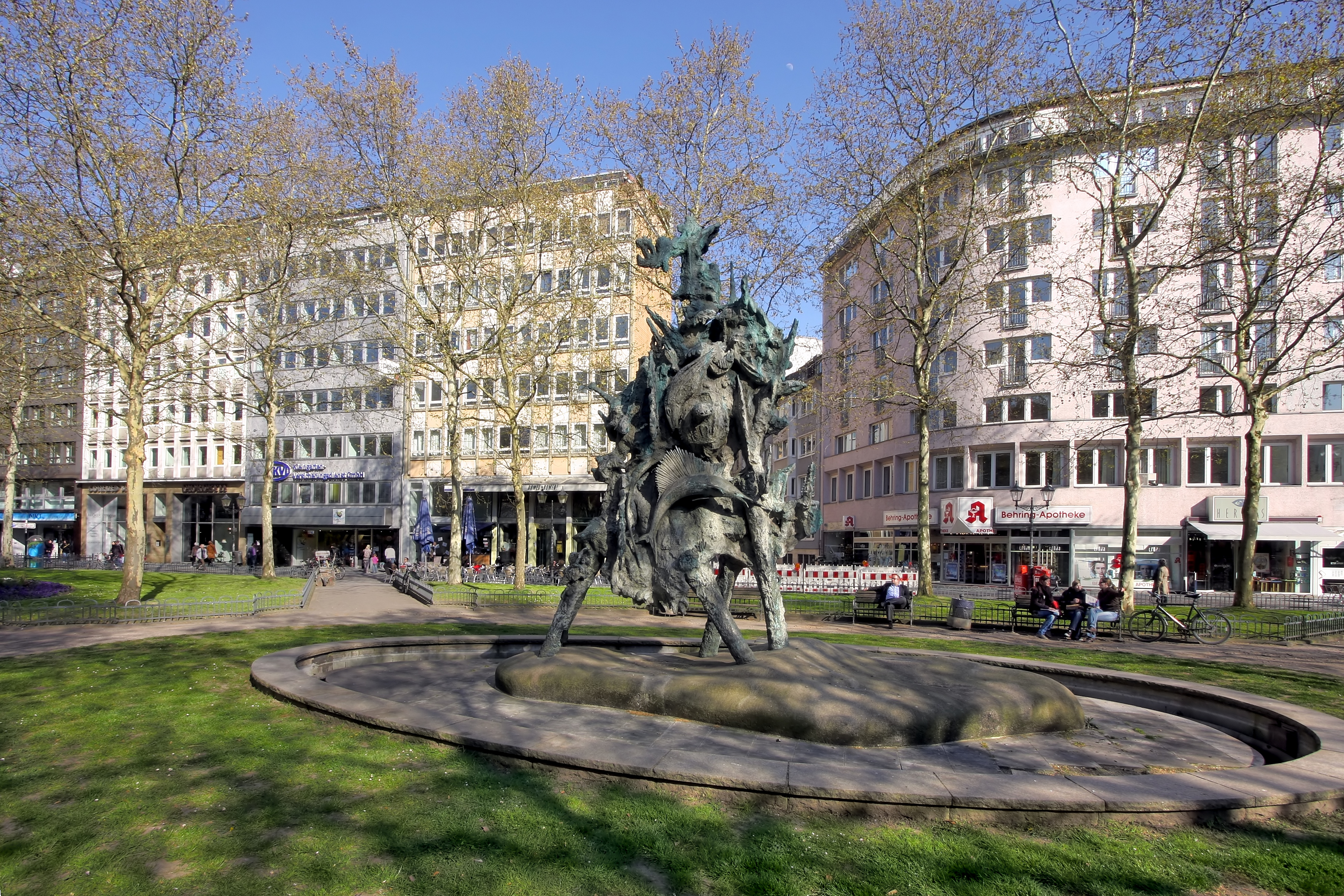
Kaiser-Wilhelm-Ring – „Gothaer-Brunnen“ (April 2010)
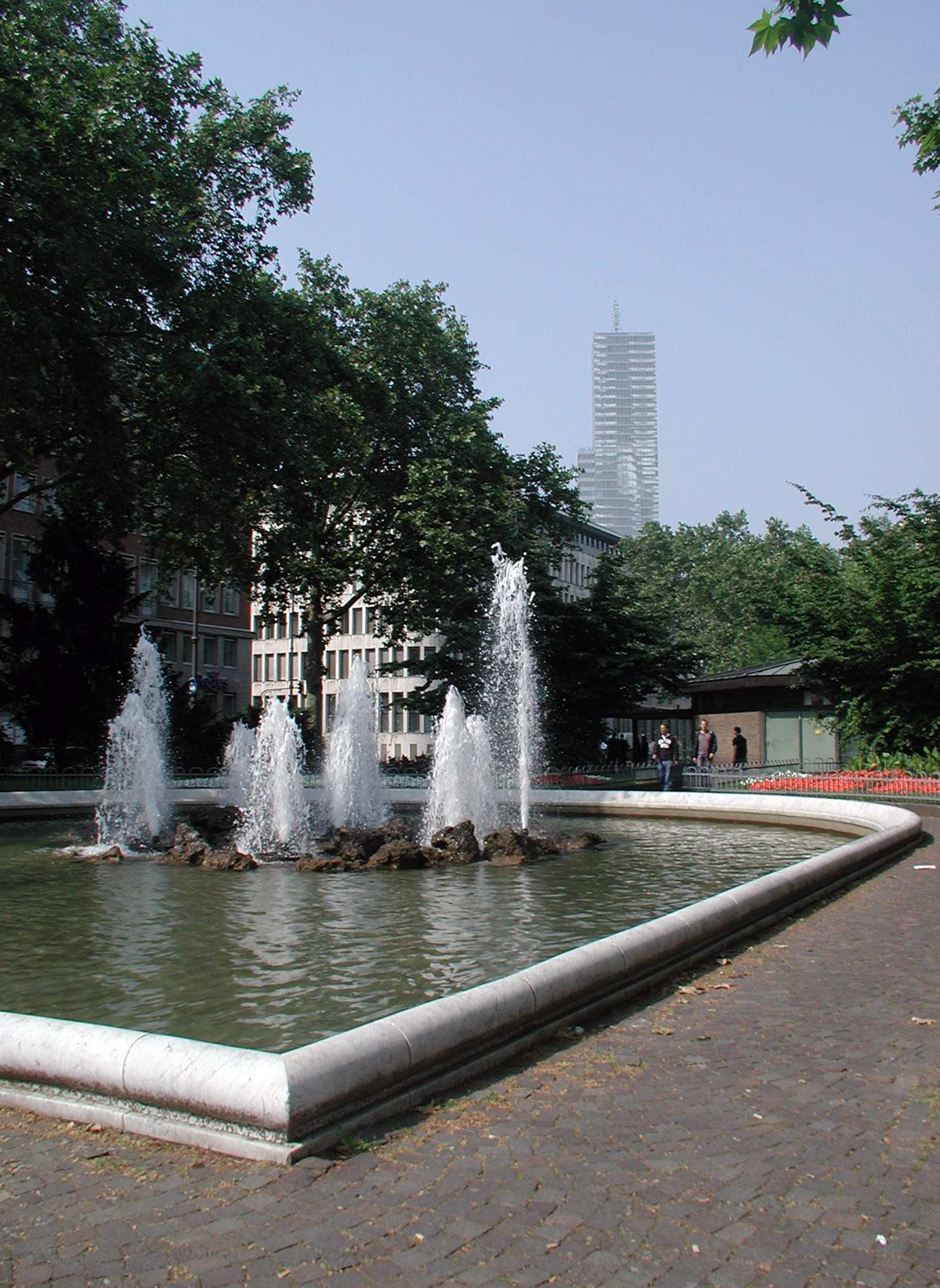
Kaiser-Wilhelm-Ring – Brunnenanlage (April 2010)
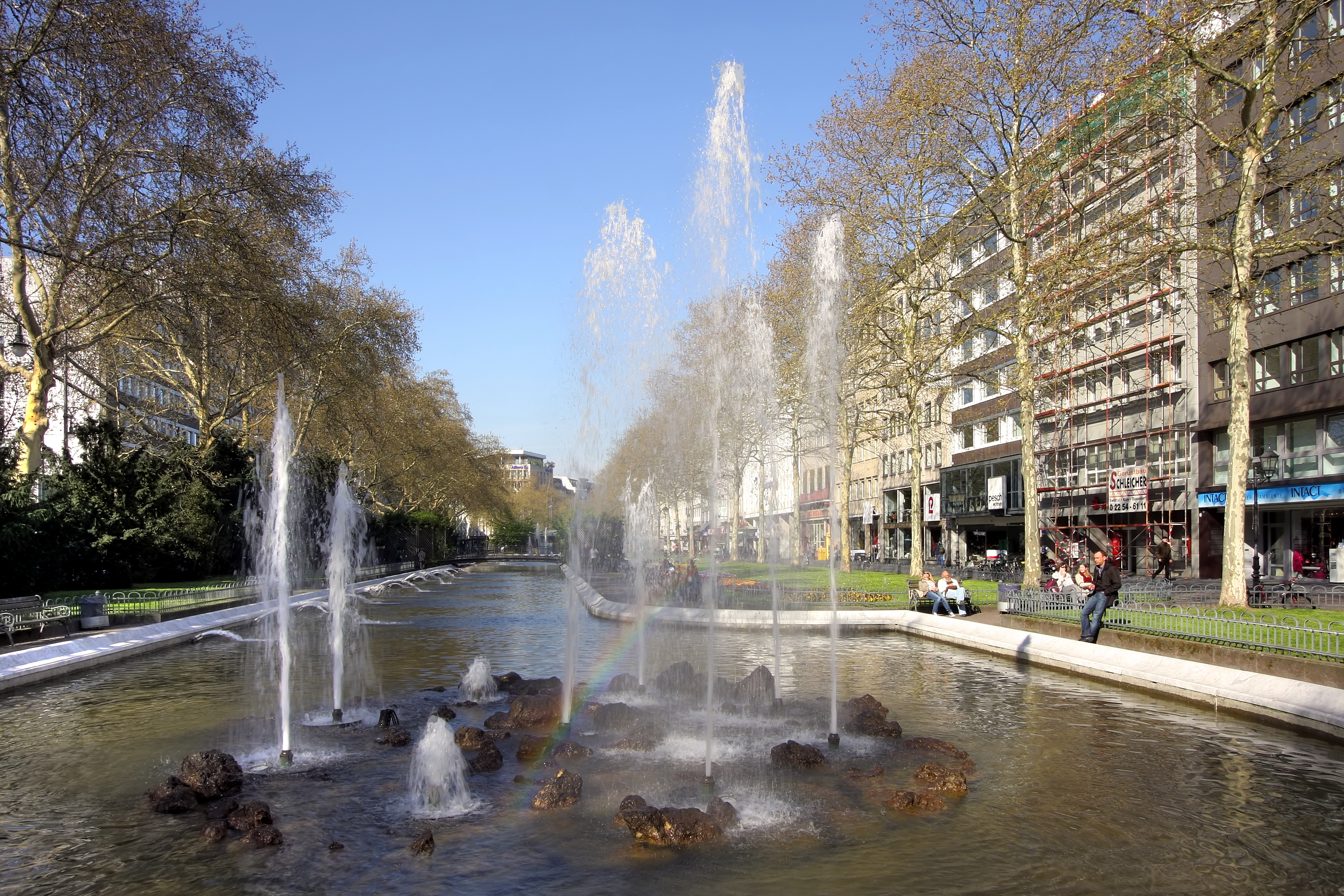
Kaiser-Wilhelm-Ring – Grünfläche (April 2010)

Ab 17. Februar 1902 befuhr erstmals die „Rundbahn“ den Kaiser-Wilhelm-Ring vom Barbarossaplatz über Unter Sachsenhausen und die Kölner Bäche. Im Dachgeschoss von Haus Nr. 14 wohnte seit November 1918 Max Ernst, bis er im September 1922 nach Paris zog. Die Westdeutsche Bodenkreditanstalt („Westboden“) bezog 1922 in Nr. 17–19 ein neues Gebäude, 1928 erwarb sie auch das angrenzende Grundstück Nr. 21, auf dem das von Jacob Koerfer geplante Erweiterungsgebäude ab 1931 zur Verfügung stand. Karl Wach und Heinrich Roßkotten schufen für die Allianz-Versicherung in Nr. 31–41 eine im Mai 1933 bezugsfertige Niederlassung. Sie beschäftigte hier 640 Personen, darunter 400 Frauen. Fritz Spahn konzipierte das 1936 fertiggestellte Haus Nr. 2–4, Theodor Merrill entwarf das Bürohaus Nr. 15, das ab 1937 bezugsfertig war.
Der Kaiser-Wilhelm-Ring wurde – unmittelbar nach dem Einmarsch der Amerikaner – zum politischen Zentrum. der Stadt. In dem kaum zerstörten Bürogebäude in Nr. 2–4 bezog am 9. März 1945 bereits drei Tage nach dem Einmarsch die neue US-Militärregierung unter Colonel John K. Patterson ihr Quartier und etablierte ihre Zuständigkeit für den Regierungsbezirk Köln. Die ersten Instandsetzungsarbeiten von Grünanlagen überhaupt begannen schon 1945 am Kaiser-Wilhelm-Ring direkt vor dem Allianzgebäude Nr. 31–41, worin sich ab März 1945 das provisorische Kölner Rathaus einrichtete. Es konnte hier am 30. März 1945 seine erste Verwaltungskonferenz abhalten. Am 4. Mai 1945 zog hier Konrad Adenauer als Kölner Oberbürgermeister ein. Seit dem 5. Juni 1945 war nach der Berliner Erklärung die britische Militärverwaltung für Köln zuständig und zog in Nr. 2–4 ein, nachdem die Amerikaner das Gebäude geräumt hatten. Der Flaggenwechsel fand am 21. Juni 1945 vor dem Gebäude statt. Ende September 1945 verlangte sie von Adenauer, „die Bäume in den Grünanlagen und Ringstraßen Kölns zu fällen, um das Holz der Bevölkerung als Brennstoff zu geben.“ Nach seiner Weigerung kam es zum Konflikt zwischen Adenauer und der britischen Militärverwaltung, der schließlich am 6. Oktober 1945 zu seiner Entlassung führte. Auch die Kölner Polizei kam provisorisch in Nr. 31–41 unter, bis sie am 12. Mai 1945 zum Kattenbug umzog. Im Mai 1946 eröffnete als Provisorium „Die Brücke“ als erstes ausländisches Kulturinstitut, vom Stadtkommandanten J. M. White im Erdgeschoss des Geschäftshauses Kaiser-Wilhelm-Ring 3–5 eingerichtet. Der erste Kölner Rosenmontagszug nach dem Zweiten Weltkrieg zog am 28. Februar 1949 über die Ringe zum provisorischen Rathaus im Allianz-Gebäude.
Die Gebäude Nr. 2–4 und Nr. 31–41 überstanden als einzige ohne bedeutende Schäden die enormen Kriegszerstörungen am Kaiser-Wilhelm-Ring, wo ab 1950 eine rege Wiederaufbautätigkeit einsetzte. Die Deutsche Centralboden Kredit Bank („Centralboden“) verlegte 1951 ihren Sitz von Oldenburg in Nr. 27–29, erbaut von Heinrich May, es folgte 1951 die Volkshilfe Lebensversicherung in Nr. 46, die Westboden zog 1952 in das wiederaufgebaute Gebäude in Nr. 17–21. Nachdem die Gothaer Versicherung im sowjetisch besetzten Gotha wegen Verstaatlichung des Versicherungswesens im Jahre 1945 nicht mehr zum Geschäftsbetrieb zugelassen wurde, verlegte sie ihren Geschäftssitz am 5. März 1946 nach Köln und bezog als „Gothaer Feuerversicherung“ Nr. 23–25. Ihren Sitz hatte sie bereits 1943 hierhin verlegt. Das „Büro Bongers“ als Gründungsplanung für die Lufthansa AG bezog am 1. Mai 1951 seine Geschäftsräume in Nr. 20. Hier erhielt Hans Bongers am 25. Mai 1951 den offiziellen Auftrag der Bundesregierung, als Berater und Gutachter in Luftverkehrsfragen tätig zu werden. Seit dem 15. April 1952 befanden sich die Planungsräume in der Claudiusstraße 1 (am Römerpark), auch nach Gründung der „Aktiengesellschaft für Luftverkehrsbedarf“ (kurz „Luftag“) am 6. Januar 1953 behielt die Vorgängerin der heutigen Lufthansa AG hier bis 15. April 1970 ihren Sitz.
Die Grünanlage wurde 1955 zeitgemäß wiederhergestellt und auf 0,48 Hektar verkleinert. Erst am 2. Januar 1956 zog die Stadtverwaltung aus Nr. 31–41 in den „Spanischen Bau“ des noch nicht wiederaufgebauten Kölner Rathauses. In das freiwerdende Gebäude zog wieder die Allianz-Versicherung ein. Nach Berlin und Hamburg rangierte Köln 1960 auf Rang 3 mit den bundesweit meisten Versicherungsunternehmen, von denen viele auf dem Kaiser-Wilhelm-Ring residierten. Auf dem Ruinengrundstück des früheren Hauses Meuser am Kaiser-Wilhelm-Ring 32 wurde bereits am 31. August 1950 ein erster, eingeschossiger Kinobau mit 785 Plätzen unter dem Namen „Residenz-Theater“ errichtet, 1959 wird das Gebäude aufgestockt. Am 18. Februar 1965 eröffnete hier im Obergeschoss auch das „Intime Theater“ mit 365 Sitzen. Die Kinos wurden im Dezember 2005 geschlossen und ab 2. Oktober 2009 bis 18. März 2011 für die Fernsehshow Die Oliver Pocher Show genutzt, am 19. März 2012 nach aufwendiger Renovierung unter dem Namen „Astor Film Lounge“ wiedereröffnet.
Am 20. August 1984 beschloss der Rat der Stadt Köln die Neugestaltung der westlichen Ringstraße nach dem Entwurf der Architekten Ernst van Dorp/Klaus Schmidt/Gottfried Hansjakob/Paul Epping. Diese begannen mit der Neugestaltung der Grünanlage, nachdem am 31. Oktober 1987 der U-Bahn-Bau mit der Eröffnung der U-Bahn-Haltestelle Christophstraße/Mediapark in diesem Bereich endete. Sie entwarfen für den Kaiser-Wilhelm-Ring ein 150 Meter langes und 9 Meter breites Wasserbecken mit Fontänen, Brunnen und Wegsternen und orientierten sich an dem gründerzeitlichen Stübben-Plan. Die Fertigstellung erfolgte 1989. Seit Mai 2007 unterhält Regus, der Weltmarktführer für Business Center, in Nr. 27–29 ein Bürohaus.

## Lage
Der Kaiser-Wilhelm-Ring beginnt an der zum belgischen Viertel führenden Bismarckstraße und endet an der zum Mediapark führenden Hermann-Becker-Straße. Weitere Zufahrtsstraßen sind die Goebenstraße und die Christophstraße/Gladbacher Straße. Die in Richtung Westen führende Herwarthstraße lässt einen stadtplanerisch gewollten Durchblick zum Turm der Christuskirche in der Nähe des Stadtgartens zu. Der Kaiser-Wilhelm-Ring ist Teil der Bundesstraße 9. Er wird bedient von der Stadtbahn Köln mit dem U-Bahnhof Christophstraße/Mediapark. Der Grünstreifen wird seit Oktober 1987 nicht mehr zur Trennung der beiden Fahrbahnrichtungen – wie bei den anderen Ringabschnitten – benutzt, sondern beide Trassen verlaufen ohne Mittelstreifen auf der Westseite. An der Ostseite des Kaiser-Wilhelm-Rings gibt es eine verkehrsberuhigte Erschließungsstraße.